# Double Rainbow: The Music of Antonio Carlos Jobim
Albums de Joe Henderson
So Near, So Far (Musings for Miles)
(1992) Big Band
(1997)
Double Rainbow: The Music of Antonio Carlos Jobim est un album du saxophoniste ténor Joe Henderson paru en 1995 sur Verve, le troisième pour ce label. Lors des deux sessions d'enregistrement Henderson s'accompagne de musiciens américains et brésiliens, les pianistes Eliane Elias et Herbie Hancock, les bassistes Nico Assumpção et Christian McBride, le guitariste et producteur Oscar Castro-Neves et les deux batteurs Paulo Braga et Jack DeJohnette. L'album est un hommage au musicien Tom Jobim qui compose l'ensemble des titres et qui décède avant la sortie de l'album.

## Genèse de l'album
En avril 1994, Henderson rejoint Tom Jobim et Pat Metheny sur la scène du Carnegie Hall, à l'occasion du 50e anniversaire du label Verve. Ils interprètent le morceau Desafinado pour honorer la mémoire de Stan Getz disparu trois ans plus tôt. De cette rencontre naît un projet de collaboration entre Henderson et Jobim qui allait aboutir quelques mois plus tard à l'enregistrement de l'album Double Rainbow. Après Lush Life: The Music of Billy Strayhorn (1991) et So Near, So Far (Musings for Miles) (1992), ce nouvel enregistrement est le troisième réalisé pour le label Verve Records. À l'image des deux disques précédents il également est conçu comme un album hommage. Pour interpréter les douze compositions de Jobim, deux séances d'enregistrement sont programmées avec deux sections rythmiques différentes, l'une américaine l'autre brésilienne. La première séance d'enregistrement à Los Angeles et a pour objectif d'explorer le répertoire nord américain. La seconde séance doit se dérouler à Rio sur un répertoire à sonorité brésilienne. En plus de composer les morceaux de l'album, Jobim doit également participer au piano sur cette seconde séance en compagnie de Nico Assumpcão et Paulo Braga mais quelques jours avant l'enregistrement Jobim tombe malade et décède peu après au début du mois de décembre. L'enregistrement est finalement réalisé à New York avec Elias, Assumpcão, Braga et Oscar Castro-Neves.

## Titres
L'album est constitué de douze morceaux composés par Jobim et organisé en deux suites. Henderson choisit de ne pas proposer des morceaux connus du compositeur. L'album débute par le morceau Felicidade qui ouvrit le film Orfeu Negro du réalisateur Marcel Camus paru en 1959 et contribua à accroître la réputation de Jobim sur le plan international. Le morceau suivant Dreamer était déjà proposé sur l'album très remarqué de Stan Getz nommé Getz/Gilberto (1964). Le titre Boto est le premier morceau du l'album Urubu de Jobim paru en 1976. La première suite se termine sur le titre Once I Loved interprété par le duo Henderson - Castro-Neves et que João Gilberto avait déjà enregistré en 1961 sur des arrangements de Jobim. C'est également le seul titre de Jobim que Henderson a déjà enregistré précédemment, sur son album The Kicker (1967). Triste est un morceau issu de l'album Wave de Jobim paru en 1967. Photograph provient de l'album A Certain Mr. Jobim (1965). Happy Madness est un morceau que Jobim enregistre avec Frank Sinatra en 1971 et Passarim est une composition qui date de 1987. Enfin le dernier titre de l'album Modinha arrangé par Jobim est presque intégralement interprété en solo par Henderson.
| N°      | Titre                       | Compositeur                                                             | Durée |
| ------- | --------------------------- | ----------------------------------------------------------------------- | ----- |
| Suite 1 |                             |                                                                         |       |
| 1.      | Felicidade                  | Vinícius de Moraes, Antônio Carlos Jobim                                | 4:44  |
| 2.      | Dreamer                     | Antonio Carlos Jobim                                                    | 5:24  |
| 3.      | Boto                        | Jararaca, Antonio Carlos Jobim                                          | 6:34  |
| 4.      | Ligia                       | Antonio Carlos Jobim                                                    | 4:31  |
| 5.      | Once I Loved                | Vinicius DeMoraes, Antonio Carlos Jobim                                 | 5:22  |
| Suite 2 |                             |                                                                         |       |
| 6.      | Triste                      | Antonio Carlos Jobim                                                    | 5:28  |
| 7.      | Photograph                  | Antonio Carlos Jobim                                                    | 5:01  |
| 8.      | Portrait in Black and White | Chico Buarque, Antonio Carlos Jobim                                     | 5:17  |
| 9.      | No More Blues               | Jesse Cavanaugh, Vinicius DeMoraes, Jon Hendricks, Antonio Carlos Jobim | 6:39  |
| 10.     | Happy Madness               | Chico Buarque, Antonio Carlos Jobim                                     | 3:12  |
| 11.     | Passarim                    | Antonio Carlos Jobim, Paulo Jobim                                       | 5:38  |
| 12.     | Modinha                     | Antonio Carlos Jobim                                                    | 4:33  |

## Enregistrement
L'album contient douze titres enregistrés au cours de deux séances ; la première se déroule à l'Oceanway Recording à Los Angeles le 19 septembre 1994, Henderson formant un quartet composé du pianiste Herbie Hancock, du bassiste Christian McBride et du batteur Jack DeJohnette. La seconde séance a lieu le 6 novembre de la même année au Clinton Recording Studios à New York, le quintet formé par Henderson étant constitué du pianiste Eliane Elias, du guitariste Oscar Castro-Neves qui coproduit aussi l'album, du bassiste Nico Assumpção et du batteur Paulo Braga. L'album référencé Verve 527222-2 paraît en 1995 sur le label Verve Records, une version LP est également disponible la même année (Verve Records PRO 1174-1).
| Musicien           | Instrument      | Titre       |  | Équipe technique                   |                          |
| ------------------ | --------------- | ----------- |  | ---------------------------------- | ------------------------ |
| Joe Henderson      | saxophone ténor | 1—12        |  | Richard Seidel, Oscar Castro-Neves | producteurs, Liner notes |
| Eliane Elias       | piano           | 1—4         |  | Joel Moss                          | ingénieur                |
| Herbie Hancock     | piano           | 6—11        |  |                                    |                          |
| Oscar Castro-Neves | guitare         | 1, 2, 5     |  |                                    |                          |
| Nico Assumpção     | basse           | 1—4         |  |                                    |                          |
| Christian McBride  | basse           | 6—9, 11, 12 |  |                                    |                          |
| Jack DeJohnette    | batterie        | 6, 7, 9—11  |  |                                    |                          |
| Paulo Braga        | batterie        | 1—4         |  |                                    |                          |

## Réception
Sur Allmusic le critique Scott Yanow écrit que ce sont davantage « des mélodies sombres et dans certains cas (tel que No More Blues) l'interprétation est surprenante. Les moments forts de ce CD très accessible et surprenant comprennent Felicidade, Triste, Zingaro et un duo avec le guitariste Oscar Castro-Neves sur Once I Loved bien que toutes les interprétations soient assez agréables. Hautement recommandé ».
Les critiques de jazz Richard Cook et Brian Morton accorde à l'album trois étoiles sur quatre et le décrivent comme « riche et charmant [...] essentiellement du jazz simple de haut calibre ».